# Памятник С. В. Рахманинову (Тамбов)
Памятник Сергею Рахманинову — монумент, посвящённый знаменитому русскому композитору и пианисту Сергею Рахманинову, который установлен в городе Тамбов на Набережной улице.

## История
Тамбовщина является одним из важных мест, связанных с Сергеем Рахманиновым и его семьёй. Василий Аркадьевич Рахманинов, отец композитора, является потомком тамбовских дворян. Дед композитора, Аркадий Александрович, выступал с концертами в Тамбове. В селе Ивановка находилось имение Сатиных, которые являлись родственниками Рахманинова, и у которых композитор проводил лето.
Решение об установке памятника русскому композитору было принято в 1993 году, однако поиск места установки занял больше десяти лет. В 2004 году место воздвижения монумента было выбрано окончательно.
25 августа 2006 года состоялось торжественное открытие памятника при многочисленном скоплении народа. На церемонии открытия присутствовали министр культуры и массовых коммуникаций РФ Александр Соколов, президент Торгово-промышленной палаты РФ Евгений Примаков, внучатый племянник Сергея Васильевича Рахманинова Юрий Рахманинов, скульптор Александр Рукавишников, архитектор Вячеслав Бухаев, президент Российского Рахманиновского общества Валерий Полянский, профессор Московской консерватории, почётный гражданин Тамбова Виктор Мержанов. Губернатор Олег Бетин в своём обращении к горожанам заявил, что установка памятника является свидетельством возвращения Сергея Васильевича Рахманинова на тамбовскую землю. Гости церемонии и руководители города и области сняли покрывало, накрывавшее памятник. Во время открытия звучал романс «Весенние воды». Церемония открытия памятника завершилась исполнением Тамбовским симфоническим оркестром рахманиновского концерта № 2.

## Описание
Памятник Рахманинову выполнен из бронзы, высотой в 3,5 метра, стоящий в полный рост, с приложенной правой рукой на груди.